# Episodi di The Blacklist (prima stagione)
La prima stagione della serie televisiva The Blacklist è stata trasmessa in prima visione assoluta negli Stati Uniti dalla NBC dal 23 settembre 2013 al 12 maggio 2014, in due parti; la prima parte è andata in onda fino al 27 gennaio 2014, mentre i restanti episodi sono stati trasmessi dal 24 febbraio successivo.
In Italia, la stagione è stata trasmessa in prima visione satellitare da Fox Crime, canale a pagamento della piattaforma Sky, dal 6 dicembre 2013; la prima parte è andata in onda fino al 28 febbraio 2014, mentre i restanti episodi sono stati trasmessi dall'11 aprile al 6 giugno dello stesso anno. In chiaro è invece trasmessa da Rai 2 dal 9 gennaio 2015.
| nº | Titolo originale                     | Titolo italiano               | Prima TV USA      | Prima TV Italia  |
| -- | ------------------------------------ | ----------------------------- | ----------------- | ---------------- |
| 1  | Pilot (No. 52)                       | Resa condizionata             | 23 settembre 2013 | 6 dicembre 2013  |
| 2  | The Freelancer (No. 145)             | Le ali del salvatore          | 30 settembre 2013 | 13 dicembre 2013 |
| 3  | Wujing (No. 84)                      | Il traditore                  | 7 ottobre 2013    | 20 dicembre 2013 |
| 4  | The Stewmaker (No. 161)              | Lo squagliatore               | 14 ottobre 2013   | 27 dicembre 2013 |
| 5  | The Courier (No. 85)                 | Il corriere                   | 21 ottobre 2013   | 3 gennaio 2014   |
| 6  | Gina Zanetakos (No. 152)             | Cobalto 60                    | 28 ottobre 2013   | 10 gennaio 2014  |
| 7  | Frederick Barnes (No. 47)            | Frederick Barnes              | 4 novembre 2013   | 17 gennaio 2014  |
| 8  | General Ludd (No. 109)               | Nathaniel Wolff               | 11 novembre 2013  | 24 gennaio 2014  |
| 9  | Anslo Garrick (No. 16)               | Anslo Garrick (prima parte)   | 25 novembre 2013  | 31 gennaio 2014  |
| 10 | Anslo Garrick (No. 16) Conclusion    | Anslo Garrick (seconda parte) | 2 dicembre 2013   | 7 febbraio 2014  |
| 11 | The Good Samaritan (No. 106)         | Il buon samaritano            | 13 gennaio 2014   | 14 febbraio 2014 |
| 12 | The Alchemist (No. 101)              | L'alchimista                  | 20 gennaio 2014   | 21 febbraio 2014 |
| 13 | Cyprus Agency (No. 64)               | L'agenzia Cyprus              | 27 gennaio 2014   | 28 febbraio 2014 |
| 14 | Madeline Pratt (No. 73)              | Madeline Pratt                | 24 febbraio 2014  | 11 aprile 2014   |
| 15 | The Judge (No. 57)                   | Il giudice                    | 3 marzo 2014      | 18 aprile 2014   |
| 16 | Mako Tanida (No. 83)                 | Mako Tanida                   | 17 marzo 2014     | 25 aprile 2014   |
| 17 | Ivan (No. 88)                        | Ivan                          | 24 marzo 2014     | 2 maggio 2014    |
| 18 | Milton Bobbit (No. 135)              | Milton Bobbit                 | 31 marzo 2014     | 9 maggio 2014    |
| 19 | The Pavlovich Brothers (No. 119–122) | I fratelli Pavlovich          | 21 aprile 2014    | 16 maggio 2014   |
| 20 | The Kingmaker (No. 42)               | Il Kingmaker                  | 28 aprile 2014    | 23 maggio 2014   |
| 21 | Berlin (No. 8)                       | Berlino                       | 5 maggio 2014     | 30 maggio 2014   |
| 22 | Berlin (No. 8) Conclusion            | Berlino: la conclusione       | 12 maggio 2014    | 6 giugno 2014    |

## Resa condizionata
- Titolo originale: Pilot
- Diretto da: Joe Carnahan
- Scritto da: Jon Bokenkamp

### Trama

Il primo incontro tra Elizabeth Keen e Raymond Reddington

Raymond "Red" Reddington, un ex agente del governo diventato da anni uno dei latitanti più ricercati dell'FBI, si consegna al Bureau, entrando nel quartier generale dell'agenzia e facendosi arrestare. Si offre di aiutare l'FBI per trovare Ranko Zamani, un terrorista a lungo creduto morto, ma a una condizione: egli parlerà solo con la nuova profiler dell'FBI Elizabeth Keen, con la quale non ha apparentemente alcun collegamento. Reddington la informa che Zamani farà rapire la figlia del generale Daniel Ryker.
- Ascolti USA: telespettatori 12 580 000[3]

## Le ali del salvatore
- Titolo originale: The Freelancer (No. 145)
- Diretto da: Jace Alexander
- Scritto da: Jon Bokenkamp

### Trama
Il governo non è disposto a concedere a Reddington l'immunità, ma nel frattempo Red avverte l'FBI di una catastrofe imminente, il deragliamento di un treno, che si crede essere il lavoro di un assassino conosciuto come "il freelancer". Reddington e Elizabeth partono per Montreal desiderosi di conoscere il prossimo obiettivo del killer: Floriana Campo, un'umanitaria che lavora per porre fine alla schiavitù sessuale da parte di bande del cartello. Mentre l'FBI fornisce sicurezza per il suo evento pubblico a New York, Red rifiuta di aiutarli fino a quando il suo accordo di immunità non verrà firmato, insieme alle sue richieste di un tracker e della sua squadra di sicurezza privata. L'FBI accetta ma a una condizione: la sua squadra di sicurezza deve includere un'agente della CIA, Meera Malik.
- Ascolti USA: telespettatori 11 350 000[4]
- Altri interpreti: Isabella Rossellini (Floriana Campo)

## Il traditore
- Titolo originale: Wujing (No. 84)
- Diretto da: Michael Watkins
- Scritto da: Lukas Reiter

### Trama
Wujing, un criminale cinese di alto profilo, uccide un agente della CIA a Shanghai per intercettare un messaggio, ma non riesce a decifrarlo. Così Wujing chiede aiuto a Reddington. Reddington dice a Elizabeth di andare sotto copertura con lui come decrypter per scoprire la natura del messaggio.
- Ascolti USA: telespettatori 11 180 000[5]

## Lo squagliatore
- Titolo originale: The Stewmaker (No. 161)
- Diretto da: Vince Misiano
- Scritto da: Patrick Massett e John Zinman

### Trama
Pur continuando la sua indagine sulla verità su Tom, Liz testimonia contro il signore della droga Hector Lorca. Più tardi, un altro testimone viene rapito quando è costretto a testimoniare contro il pericoloso trafficante di droga. Questo suscita l'interesse di Reddington il quale informa il gruppo che il testimone può essere stato preso dallo "Squagliatore", un uomo responsabile di centinaia di individui dispersi e presumibilmente morti.
- Ascolti USA: telespettatori 10 930 000[6]

## Il corriere
- Titolo originale: The Courier (No. 85)
- Diretto da: Nick Gomez
- Scritto da: John C. Kelley

### Trama
Red scopre che "il Corriere", un intermediario incorruttibile, deve effettuare una consegna del valore di 20 milioni di dollari a una spia iraniana. Il corriere è un "fantasma" e nessuno, compreso Reddington, sa che aspetto abbia, l'unica particolarità conosciuta è che pare sia insensibile al dolore. Dopo un inseguimento in auto, Elizabeth e Malik riescono ad arrestarlo e a fargli confessare che ha imprigionato Seth Nelson, un analista della NSA e di averlo sepolto con una quantità limitata di aria. Mentre fervono le ricerche dell'FBI il Corriere sfugge durante un trasferimento, ma alla fine viene nuovamente raggiunto da Malik e Ressler, che lo uccidono. Elizabeth e Red nel frattempo, trovano e salvano Seth. Come atto di riconoscenza, Seth dà modo a Red di recuperare i documenti segreti che riguardano l'omicidio di alto profilo in cui Elizabeth sospetta che sia coinvolto Tom. Red li fa pervenire a Elizabeth che, sotto lo sguardo degli sconosciuti che la spiano attraverso le telecamere di sorveglianza, si confronta con Tom riguardo al suo oscuro segreto.
- Ascolti USA: telespettatori 10 440 000[7]

## Cobalto 60
- Titolo originale: Gina Zanetakos (No. 152)
- Diretto da: Adam Arkin
- Scritto da: Wendy West

### Trama
La terrorista Gina Zanetakos, ingaggiata da una multinazionale senza scrupoli, ha prezzolato un costruttore di bombe "sporche", ovvero con scorie radioattive, per compiere un attentato utilizzando un'autobomba molto sofisticata; nel frattempo il marito di Elizabeth è stato arrestato e messo sotto torchio perché è sospettato dell'omicidio di una spia russa, nonché di essere l'amante della terrorista Gina Zanetakos; tuttavia, ancora non viene fatta chiarezza sulle reale personalità del marito di Elizabeth.
- Ascolti USA: telespettatori 10 510 000[8]

## Frederick Barnes
- Titolo originale: Frederick Barnes (No. 47)
- Diretto da: Michael Watkins
- Scritto da: J.R. Orci

### Trama
Dopo un attacco chimico in una metropolitana, Liz e l'FBI sono alla caccia del responsabile. Liz chiede a malincuore l'aiuto di Red per la prossima persona sulla lista nera, il brillante scienziato Frederick Barnes. Egli ha modificato geneticamente una rara malattia mortale per diffonderla in modo tale che l'industria farmaceutica finanzi la ricerca, o che venga trovata una persona immune, per produrre un farmaco in grado di curare suo figlio.
- Ascolti USA: telespettatori 10 340 000[9]

## Nathaniel Wolff
- Titolo originale: General Ludd (No. 109)
- Diretto da: Stephen Surjik
- Scritto da: Amanda Kate Shuman

### Trama
Liz scopre un complotto atto a distruggere il sistema finanziario del paese, quando Red rivela un nuovo nome sulla lista nera, il Generale Ludd. Red chiede l'accesso al database VICAP in cambio del suo aiuto. Tom informa Liz che suo padre adottivo Sam ha avuto una ricaduta nel cancro ma, a causa del blocco dei voli per fermare Ludd, Liz non è in grado di raggiungerlo. È proprio Red a uccidere Sam, soffocandolo con un cuscino. I due sembrano essere vecchi amici e Red poco prima di ucciderlo lo ringrazia per aver accolto Liz nella sua vita e averla trattata come se fosse veramente sua figlia.
- Ascolti USA: telespettatori 10 690 000[10]

## Anslo Garrick (prima parte)
- Titolo originale: Anslo Garrick (No. 16)
- Diretto da: Joe Carnahan
- Scritto da: Joe Carnahan e Jason George

### Trama
Anslo Garrick, un ex-socio di Red, nel tentativo di catturarlo organizza un attacco al Blacksite. Durante il raid, Donald è gravemente ferito da un colpo di fucile alla gamba. Red lo porta nella sua cella a prova di proiettile e provoca il blocco della porta per curarlo. Liz, inizialmente bloccata in un ascensore, si libera e cerca di raggiungere Red e Donald.
- Ascolti USA: telespettatori 10 960 000[11]

## Anslo Garrick (seconda parte)
- Titolo originale: Anslo Garrick (No. 16) Conclusion
- Diretto da: Michael Watkins
- Scritto da: Lukas Reiter e J.R. Orci

### Trama
Liz si infiltra nel Blacksite e, insieme ad Aram, blocca i disturbatori di segnale che impediscono le comunicazioni con l'esterno, ma viene catturata dagli uomini di Garrick. Per salvare Liz, Red costringe Donald a rivelare la password della cella e si arrende a Garrick. Liz si libera e cerca di salvare Red che però, dopo che gli viene rimosso il segnalatore sottocutaneo, viene condotto in un edificio sconosciuto per essere torturato. Red riesce a liberarsi e a uccidere Anslo. L'FBI ha un nuovo obiettivo: catturare Red, che ora è in fuga.
- Ascolti USA: telespettatori 11 670 000[12]

## Il buon samaritano
- Titolo originale: The Good Samaritan (No. 106)
- Diretto da: Dan Lerner
- Scritto da: Brandon Margolis e Brandon Sonnier

### Trama
Red indaga per scovare chi lo ha tradito mentre l'intero team Blacklist è sotto inchiesta degli affari interni alla ricerca della talpa. Inizialmente è sospettato Aram, ma Red è in grado di dimostrare che è stato incastrato. Nel frattempo, un serial killer del passato di Liz, il "buon samaritano", colpisce ancora. A Liz è consentito di partecipare alla caccia al killer. Il killer è un infermiere che ha come scopo quello di vendicare persone vittime di abusi. Egli infatti infligge alle sue vittime le stesse atroci torture che loro stessi hanno inflitto ad altri. Red scopre che a venderlo è stato il suo collaboratore e si trova costretto a ucciderlo.
- Ascolti USA: telespettatori 9 350 000[13]

## L'alchimista
- Titolo originale: The Alchemist (No. 101)
- Diretto da: Vince Misiano
- Scritto da: Anthony Sparks

### Trama
Red informa la squadra che "l'alchimista", uno scienziato che trasforma le persone modificandone l'aspetto e addirittura il DNA, è stato ingaggiato per proteggere un noto informatore della mafia e sua moglie. Mentre la squadra va sotto copertura per catturarlo, Liz si ritrova a caccia di una coppia fantasma. La relazione di Liz e Tom diventa sempre più problematica e Tom ha una nuova collega: Jolene. Red continua a indagare, deciso a scoprire l'identità dell'agente doppiogiochista, che risulta essere Meera.
- Ascolti USA: telespettatori 8 830 000[14]

## L'agenzia Cyprus
- Titolo originale: Cyprus Agency (No. 64)
- Diretto da: Michael Watkins
- Scritto da: Lukas Reiter

### Trama
Dopo una recente ondata di rapimenti di bambini, Red informa Liz che la responsabile di questi avvenimenti è "l'Agenzia Cyprus", un'organizzazione dedita ad adozioni illegali. L'uomo a capo dell'agenzia fa rapire giovani donne, le tiene prigioniere in coma farmacologico e le ingravida in modo da avere sempre bambini pronti da fare adottare. Meera aiuta Red nella sua indagine sulla talpa e, usando il badge di Cooper per controllargli il PC, conduce Red a Diane Fowler come organizzatrice della fuga di notizie. Red si reca a casa di Diane per ucciderla e lei prima di morire gli confida di sapere che cosa è successo alla famiglia di Red tanti anni prima. Nel frattempo Liz crede che fra lei e Tom ci siano dei problemi irrisolti e per questo non si sente pronta ad adottare un bambino con lui, ma la sua decisione incrina ulteriormente il loro rapporto.
- Ascolti USA: telespettatori 10 170 000[15]

## Madeline Pratt
- Titolo originale: Madeline Pratt (No. 73)
- Diretto da: Michael Zinberg
- Scritto da: Jim Campolongo

### Trama
Madeline Pratt, è un'antica “fiamma” di Reddington che lo contatta per farsi aiutare a rubare una statuetta, l'Effige di Atargatis, che si trova all'ambasciata siriana. La statuetta contiene una lista di coordinate di ordigni nucleari, risalenti alla Guerra Fredda, disseminati sul territorio americano; sia la mafia russa che l'FBI sono interessati a ottenere la lista. "Red" intende fare il doppio gioco con Madeline Pratt, per ricambiarla di uno "scherzo" fattogli in passato, quindi organizza una "visita" all'ambasciata siriana coinvolgendo Lizzie nel ruolo improvvisato di ladra; in realtà anche Madeline Pratt sta facendo il doppio gioco e quindi la visita all'ambasciata si rivela una trappola dalla quale Lizzie riesce a salvarsi grazie all'aiuto di Red. Reddington in seguito simula il proprio rapimento per estorcere a Madeline Pratt l'informazione di dove è stata nascosta la preziosa lista. Con destrezza Reddington riesce a ottenere la statuetta di grande valore scambiandola con l'FBI per la lista che conteneva; nel frattempo a Cooper viene imposto dall'alto di interrompere le indagini avviate su Reddington. Infine Lizzie è alle prese coi soliti problemi con Tom, relativi l'adozione che hanno in corso; a complicare la situazione interviene anche una "supplente" che abborda Tom, mente Liz si consola sfogandosi con Ressler.
- Ascolti USA: telespettatori 11 180 000[16]

## Il giudice
- Titolo originale: The Judge (No. 57)
- Diretto da: Peter Werner
- Scritto da: Jonathan Shapiro e Lukas Reiter

### Trama
Il ritrovamento di Mark Hastings, ex procuratore del distretto del Maryland scomparso senza lasciare traccia di sé dodici anni prima, solleva in Red il sospetto che le leggende carcerarie circa l'esistenza di un uomo chiamato Il Giudice siano vere. Secondo quanto si dice, Il Giudice accoglie l'appello di qualunque detenuto ritenga di essere stato condannato ingiustamente, riesamina il suo caso, e se riesce a dimostrarne l'innocenza, lo vendica sequestrando i responsabili dell'ingiustizia e detenendoli in una sua prigione privata per il tempo dell'esatta condanna subita dall'innocente. È quanto sembra sia accaduto a Hastings che dodici anni prima aveva condannato un uomo accusato di rapina a mano armata e che è uscito di prigione pochi mesi prima. Liz, seguendo le indicazioni di Red, si mette alla ricerca del Giudice e scopre inattesi risvolti. Red, insospettito di Jolene inizia a indagare su di lei per scoprire che cosa nasconde. La supplente, infatti, sembra essere sempre più vicina al marito di Liz. Nel frattempo Tom incontra Jolene a un congresso di insegnanti e il loro avvicinamento, complice l'assenza di Liz, sembra inevitabile. Alla fine, Tom si reca nella camera di Jolene per dirle che non possono avere una relazione, in quanto lui ama sua moglie. Jolene gli dice che per lui Liz è solo un bersaglio e Tom le chiede se sono stati "loro" a mandarla per testare la sua lealtà. Tom conclude dicendo che lui ama Liz perché il suo lavoro consiste proprio in questo.
- Ascolti USA: telespettatori 11 010 000[17]

## Mako Tanida
- Titolo originale: Mako Tanida (No. 83)
- Diretto da: Michael Watkins
- Scritto da: Joe Carnahan (soggetto); John Eisendrath, Jon Bokenkamp, Patrick Massett e John Zinman (sceneggiatura)

### Trama
Un criminale giapponese, Mako Tanida, appena evaso da una prigione di massima sicurezza del suo Paese, uccide a uno a uno i componenti della task force guidata da Ressler che qualche anno prima lo aveva catturato e aveva ucciso suo fratello. Fedele a un antico rituale dei samurai, Tanida obbliga le sue vittime a sventrarsi con un coltello. Prima è la volta di Sam, poi quella di Pete. Restano Jonica e lo stesso Ressler. Seguendo le indicazioni di Reddington che conosce Tanida poiché è stato in affari con lui, Liz si mette sulle tracce dell'assassino. Intanto Ressler cerca di mettere al sicuro Audrey portandola con sé in una baita di sua proprietà in una località isolata, ma durante il tragitto viene intercettato da Tanida e i suoi uomini che uccidono Audrey. La vendetta di Ressler non si fa attendere: incontra Reddington che gli fornisce gli indizi necessari, cattura Tanida e, insieme a Jonica, lo trasferisce nella sua baita per giustiziarlo. Ma Ressler scopre che il suo collega e amico ha fatto finora il doppio gioco: Ressler punta la pistola contro il suo ex migliore amico, ma nel frattempo l'FBI giunge sul luogo; dopo aver scaricato tutto il caricatore in aria fa per andarsene, ma Jonica prende il coltello e si uccide. Nel frattempo, Mako Tanida è scomparso dal luogo dell'incidente" d'auto: la sua testa viene in seguito fatta recapitare da Red a Ressler.
L'uomo che sta indagando per Red deve sequestrare Jolene e portargliela, ma Tom la salva per poi uccidere entrambi nel suo nascondiglio.
- Ascolti USA: telespettatori 10 970 000[18]

## Ivan
- Titolo originale: Ivan (No. 88)
- Diretto da: Randy Zisk
- Scritto da: J.R. Orci e Amanda Kate Shuman

### Trama
Il furto compiuto da uno sconosciuto della Skeleton Key, un prezioso congegno elettronico ancora in via di sperimentazione da parte dell'NSA, mette Liz sulle tracce di un fantomatico terrorista russo: nome in codice Ivan. Red si offre di aiutarla nella ricerca, anche perché in passato è stato derubato da Ivan di ben cinque milioni di dollari che con l'occasione vuole recuperare con gli interessi. Recatosi a Minsk, in Bielorussia, Red incontra Ivan ma gli ci vuole poco per capire che l'uomo è estraneo al furto della Skeleton Key. Grazie alle indagini condotte da Ressler e Meera, infatti, sembra che il ladro sia Harrison, un geniale adolescente innamorato di Abby, la figlia dell'ingegnere a capo del progetto Skeleton Key, la quale frequenta il suo stesso liceo. Intanto Liz viene a sapere che Jolene Parker, ormai sparita da giorni, è una criminale ricercata, scoprendo inoltre il nascondiglio in cui ha lasciato tracce della sua presenza. Liz fa irruzione nell'edificio, ma anche Tom si trova lì. Tom è quindi costretto a distruggere tutte le prove che ha raccolto negli anni su Liz e per riuscire a scappare, la aggredisce. Un poliziotto che segue il caso della scomparsa di Jolene la sera stessa manda a Liz tutti gli sviluppi e le prove che sono riusciti a raccogliere. Liz guardando le foto nota che tra le prove che il sospettato ha cercato di distruggere prima di scappare c'è pure un pupazzetto che lei aveva regalato a Tom. Liz si rende finalmente conto che suo marito in realtà non è chi dice di essere.
- Ascolti USA: telespettatori 10 800 000[19]

## Milton Bobbit
- Titolo originale: Milton Bobbit (No. 135)
- Diretto da: Steven A. Adelson
- Scritto da: Daniel Voll

### Trama
Liz, grazie al determinante aiuto che le fornisce sempre Red, inizia a fare luce sul mistero che avvolge il marito Tom. Ormai è sempre più convinta che egli non sia quello che sembra, soprattutto da quando ha scoperto che Jolene Parker non era una supplente di scuola elementare come voleva far credere. Tom, sempre con l'intenzione di non fare insospettire Liz, le chiede di rinnovare i loro voti nuziali. Lei organizza una piccola cerimonia tra amici in casa cui partecipa anche Craig, il fratello di Tom giunto per l'occasione da fuori. Ma anche Craig nasconde qualcosa di poco chiaro e Liz scoprirà cosa rafforzando in sé la convinzione che Tom sia un impostore. Intanto la squadra di Cooper è alle prese col caso di un serial killer che spinge insospettabili persone a trasformarsi in spietati sicari e a uccidere per lui.
- Ascolti USA: telespettatori 11 390 000[20]

## I fratelli Pavlovich
- Titolo originale: The Pavlovich Brothers (No. 119–122)
- Diretto da: Paul Edwards
- Scritto da: Elizabeth Benjamin

### Trama
Una scienziata cinese esperta di batteriologia, che aveva comunicato agli USA l'esistenza di una nuova arma batteriologica in procinto di essere prodotta dalla Cina, viene per questo accusata di tradimento e tenuta prigioniera. Tramite un blitz le forze speciali USA riescono a liberarla e portarla a Washington. La Cina per recuperarla si rivolge ai fratelli Pavlovich ex guardie del corpo di Milosevic. Questi riescono a rapirla e tentano di riportarla in Cina. Nel frattempo Tom si accorge che Elizabeth sa tutto e scappa di casa. Red accordandosi con i fratelli Pavlovich fa catturare Tom, estraendolo da un rifugio blindato, e lo porta a casa di Elizabeth. Mentre Elizabeth lo sta interrogando Tom riesce a liberarsi, la ammanetta alla ringhiera delle scale e le dice che non vuole farle del male e di andare a controllare una cassetta di sicurezza e vedere ciò che c'è dentro. Quello che troverà le farà capire chi è veramente Reddington. Intanto i fratelli Pavlovich che tentavano di far imbarcare la scienziata cinese vengono uccisi in uno scontro a fuoco con l'FBI e l'ostaggio viene liberato. Elizabeth, infine, apre la cassetta di sicurezza e guarda impietrita una foto.
- Ascolti USA: telespettatori 11 240 000[21]

## Il Kingmaker
- Titolo originale: The Kingmaker (No. 42)
- Diretto da: Karen Gaviola
- Scritto da: J.R. Orci e Lukas Reiter

### Trama
Emil Dusek, un uomo politico di Praga, viene narcotizzato e lasciato in una stanza d'albergo insieme al cadavere di un gigolò. Al suo risveglio Dusek viene arrestato con l'accusa di omicidio e tradotto in carcere. Naturalmente lo scandalo e i conseguenti effetti distruggono la sua carriera politica. Dietro tutto questo c'è la mano del Kingmaker, un criminale noto a Reddington che ne conosce a menadito l'attività: accompagna e guida l'ascesa di molti politici di tutto il mondo a danno dei loro concorrenti, e persegue i suoi scopi ricorrendo a ogni mezzo, omicidio compreso. Non solo. Il Kingmaker è anche il nemico numero uno che da tempo sta intralciando gli affari di Reddington il quale, deciso a liberarsene, chiede la collaborazione di Liz offrendole in cambio la possibilità di catturarlo. L'occasione le si presenta quando il Kingmaker arriva sotto falso nome negli Stati Uniti per occuparsi di un suo “cliente”, il deputato Patrick Chandler. Grazie all'aiuto del Kingmaker che si occuperà personalmente di uccidere un senatore, Chandler sta facendo una carriera politica fulminante. Ma il lavoro svolto dall'FBI riuscirà a smascherare i suoi piani corrotti e a bloccare il misterioso criminale uccidendolo. Nel frattempo Liz inizia a sospettare che tra suo padre Sam e Reddington ci fosse qualcosa di più che una semplice conoscenza e arriva a scoprire che è stato proprio Reddington a ucciderlo.
- Ascolti USA: telespettatori 10 850 000[22]

## Berlino
- Titolo originale: Berlin (No. 8)
- Diretto da: Michael Zinberg
- Scritto da: John Eisendrath e Jon Bokenkamp

### Trama
Paul Blankenship, un autista di furgoni blindati, muore dopo aver contratto misteriosamente il terribile virus di Cullen, un raro agente patogeno noto come il più letale esistente al mondo. Le indagini della task force guidata da Cooper identificano nello scienziato Nikolaus Vogel la mente di un piano per far evadere un misterioso personaggio che dà la caccia a Reddington. Grazie alle preziose conoscenze scientifiche di un geniale virologo di fama mondiale rinchiuso in una clinica psichiatrica, Vogel è riuscito a sintetizzare l'antidoto per il Cullen che utilizza per ricattare cinque persone da lui appositamente contagiate e ottenere così da loro l'aiuto necessario alla realizzazione del suo piano. Intanto Liz ha deciso di lasciare la task force dopo aver scoperto che Reddington le ha ucciso il padre e si accorda con i vertici dell'FBI per incastrarlo. Si ritrova però legata a filo doppio a Raymond che non può abbandonare al suo destino. Pena il non trovare le risposte che sta cercando, soprattutto quelle che riguardano suo marito Tom.
- Ascolti USA: telespettatori 10 470 000[23]

## Berlino: la conclusione
- Titolo originale: Berlin (No. 8) Conclusion
- Diretto da: Michael Watkins
- Scritto da: Richard D'Ovidio (soggetto); John Eisendrath, Jon Bokenkamp, Lukas Reiter e J.R. Orci (sceneggiatura)

### Trama
Il piano architettato da Vogel per far evadere Berlino, il misterioso personaggio che da anni ostacola gli affari di Red con l'intento di distruggerlo, fallisce: l'aereo su cui si trova insieme a una decina di detenuti precipita sulle banchine dell'East River a New York. Tra i sopravvissuti ci sono alcuni pericolosi criminali che, catturati dalla polizia e consegnati all'FBI, confermano la presenza a bordo dell'acerrimo nemico di Red. In base alle confessioni dei catturati Berlino si era tagliato la mano ammanettata pur di fuggire. Ressler e Liz vanno in ospedale a parlare con un agente di guardia presente sull'aereo il quale racconta loro la tragica storia di Berlino e di sua figlia. La task force di Cooper è sulle sue tracce quando Meera viene brutalmente uccisa e lo stesso Cooper è aggredito in auto ma misteriosamente sopravvive, anche se ridotto in fin di vita. Red, che è tornato sotto la custodia dell'FBI, è rinchiuso nuovamente all'interno della struttura Blacksite. Quindi, grazie al personale intervento di Fitch che lavora per l'intelligence, viene messo in condizioni di fuggire con lo scopo di catturare Berlino, anche se non si sa il perché Fitch ha interesse che Berlino venga catturato. Una volta libero Red rintraccia un altro detenuto presente sull'aereo, reo di aver commissionato l'omicidio di Meera e di Cooper, ma mentre lo sta torturando irrompe Tom che tiene in ostaggio Liz sotto la minaccia di una pistola. L'epilogo è amaro e sanguinoso: il detenuto torturato viene ucciso da Red. Tom è colpito da Liz ma non muore, poco prima di perdere i sensi Tom sussurra a Liz qualcosa nell'orecchio. Red ha capito che l'uomo che ha appena ucciso non è Berlino ma uno con cui aveva un conto in sospeso a Beirut dal 2010. La task force capisce che all'ospedale era ricoverato Berlino e non la guardia, che si era amputato la sua mano per liberarsi, quindi accorrono per catturarlo, ma ormai è fuggito. Liz rimane a far parte della task force e ferma Reddington prima che parta. Infine, mentre Red si toglie la camicia per estrarre il proiettile che lo aveva colpito, s'intravede la sua pelle brutalmente sciolta da un acido, mentre tiene in mano la foto della figlia di Berlino presa allo Squagliatore.
- Ascolti USA: telespettatori 10 440 000[24]